# کندریلا نوکولا
کندریلا نوکولا (نام علمی: Chondrilla nucula) نام یک گونه از رده اسفنج‌های شاخی است. این گونه، از شکارها و منابع غذایی اصلی لاک‌پشت پوزه‌عقابی است.